# Hyptiotes gerhardti
Espèce
Hyptiotes gerhardti est une espèce d'araignées aranéomorphes de la famille des Uloboridae.

## Distribution
Cette espèce se rencontre en Grèce, en Géorgie et en Russie dans le kraï de Krasnodar,.

## Description
Le mâle décrit par Wiehle en 1964 mesure 2,90 mm et les femelles de 4,00 à 4,44 mm.

## Systématique et taxinomie
Cette espèce a été décrite par Wiehle en 1929. Elle est placée en synonymie avec Hyptiotes flavidus par Wunderlich en 2008. Elle est relevée de synonymie par Wunderlich en 2017.

## Étymologie
Cette espèce est nommée en l'honneur d'Ulrich Gerhardt.

## Publication originale
- Wiehle, 1929 : « Weitere Beiträge zur Biologie der Araneen insbesondere zur Kenntnis der Radnetzbaues. » Zeitschrift für Morphologie und Ökologie der Tiere, vol. 15, no 1/2, p. 262-308.